# Китат
Китат (ранее также — Мазаловский Китат) — река в Кемеровской и Томской областях России. Впадает в Яю в 90 км от устья по левому берегу. Длина — 135 км, площадь бассейна — 2200 км².

## Притоки
- 9 км: Татул (лв)
- 18 км: Киргисла (лв)
- 34 км: Омутная (лв)
- 39 км: Куербак (лв) (65 км)
- 47 км: Катат (лв) (64 км)
- 80 км: Кайла (пр)
- 98 км: Алчедат (пр)
- 101 км: Поперечная (пр)
- Гурбанова (пр)
- Таловка (пр)
- Плотвичка (пр)
- Украинка (пр)
- Голдобинова (пр)
- Уланиха (лв)
- 125 км: река без названия (пр)

## Населённые пункты
Мазалово, Нагорная, Новорождественское, Улановка, Малиновка, Данковка, Кайла, Щербиновка, Лебедянка.

## Данные водного реестра
По данным государственного водного реестра России относится к Верхнеобскому бассейновому округу,
 речной бассейн реки — (Верхняя) Обь до впадения Иртыша,
 речной подбассейн реки — Чулым,
 водохозяйственный участок реки — Чулым от в/п с. Зырянское до устья.
Код водного объекта — 13010400312115200020905.